# Homarus
Homarus är ett släkte av kräftdjur som beskrevs av Weber 1795. Homarus ingår i familjen humrar.
Arter enligt Catalogue of Life och Dyntaxa:
- Amerikansk hummer (Homarus americanus)
- Europeisk hummer (Homarus gammarus)

## Bildgalleri

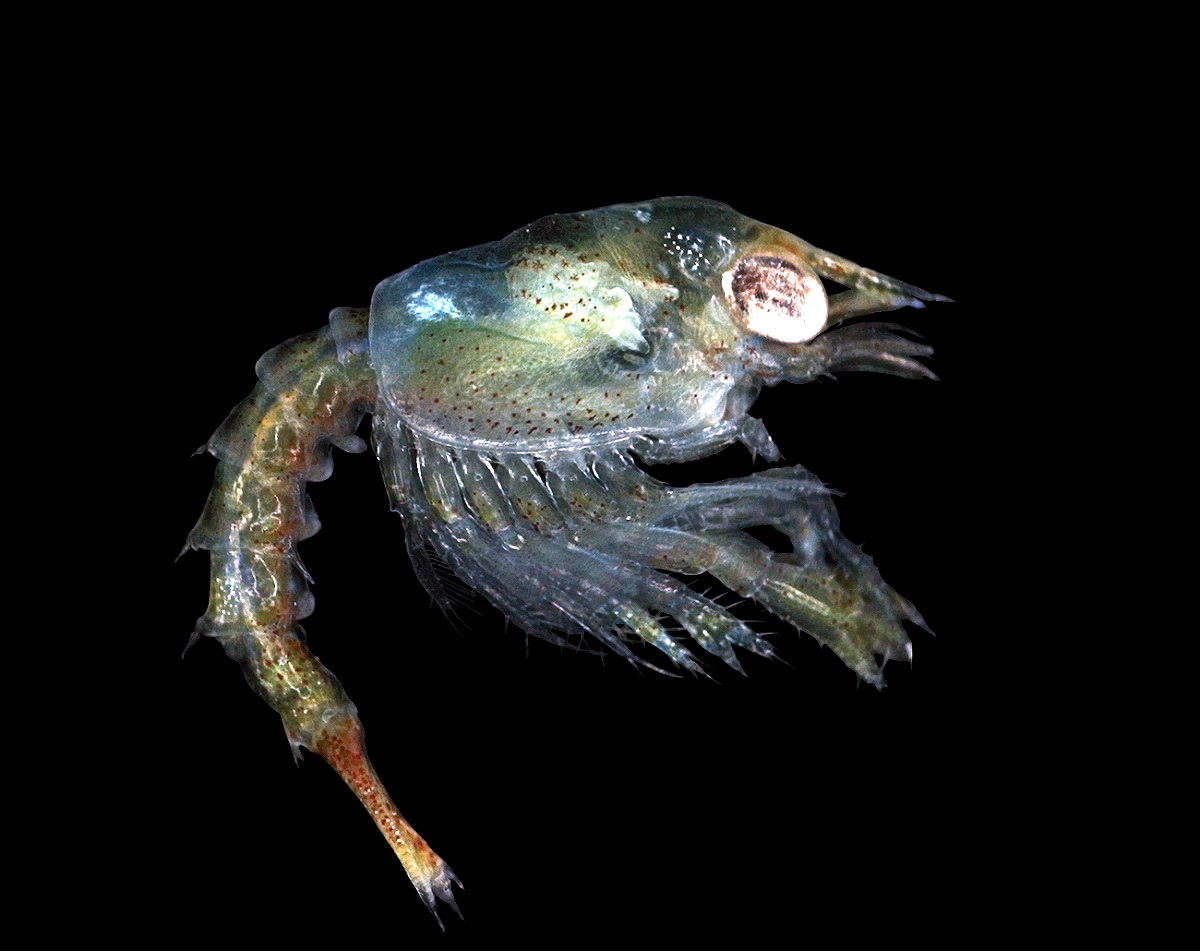
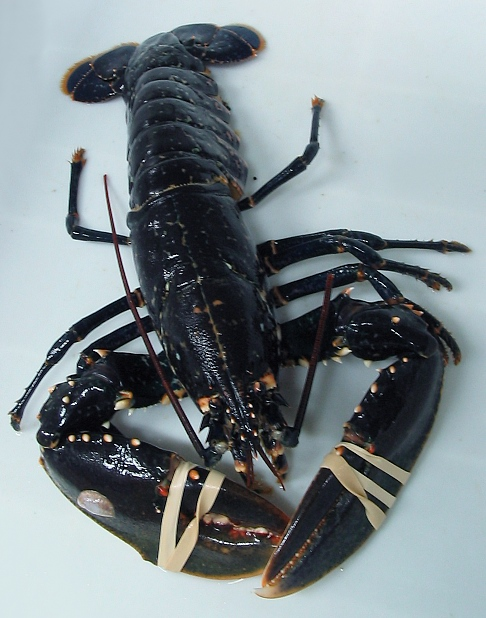
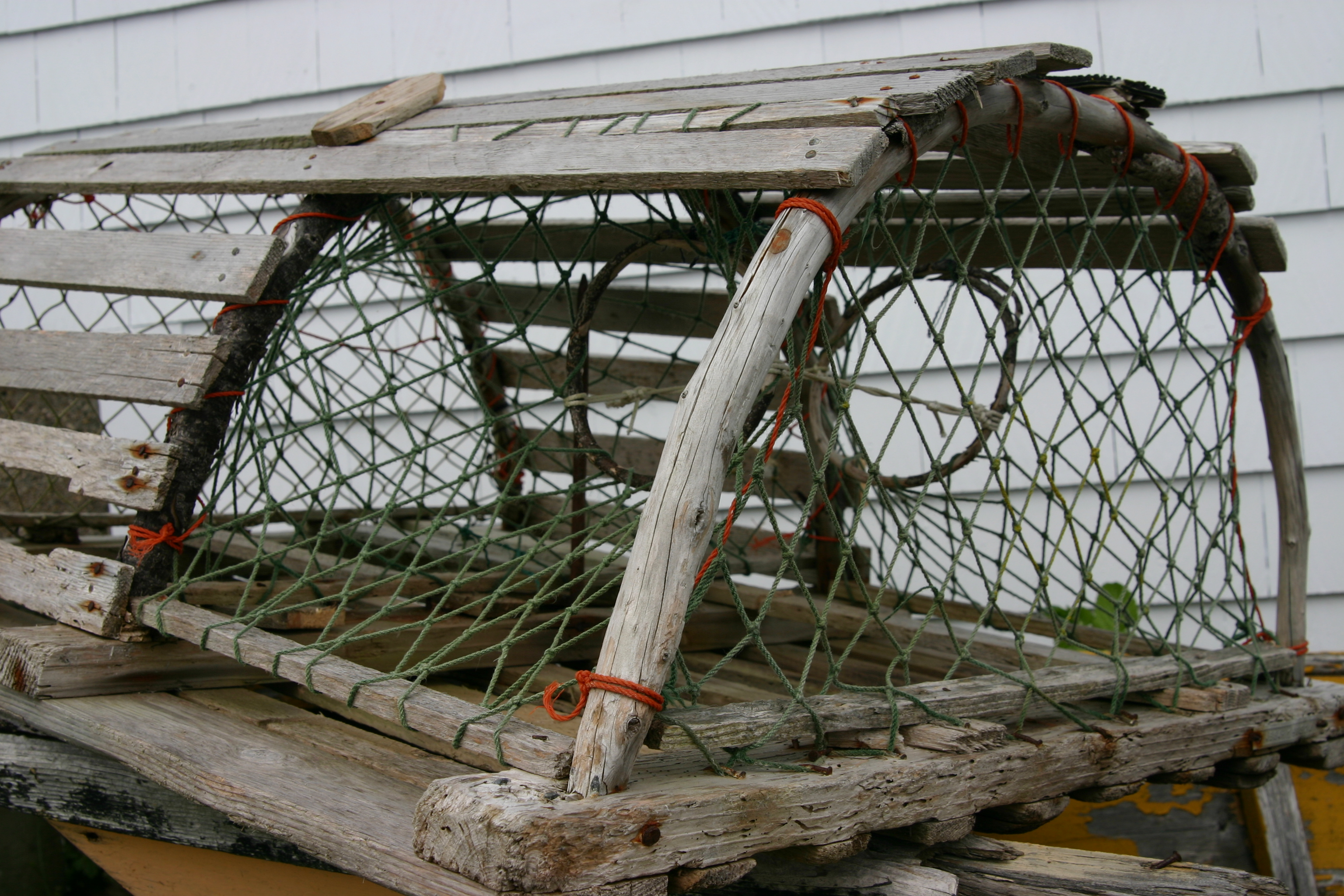
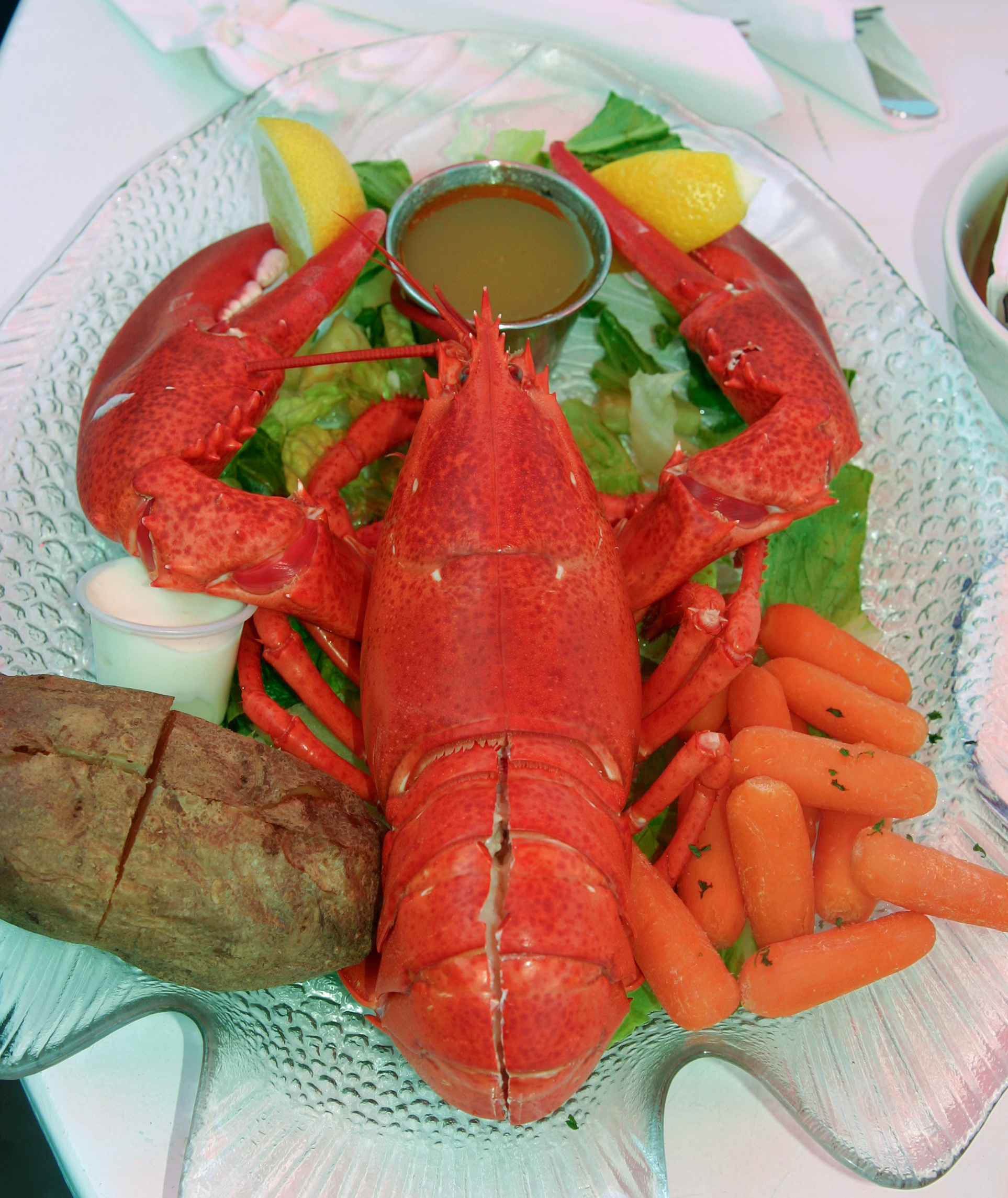
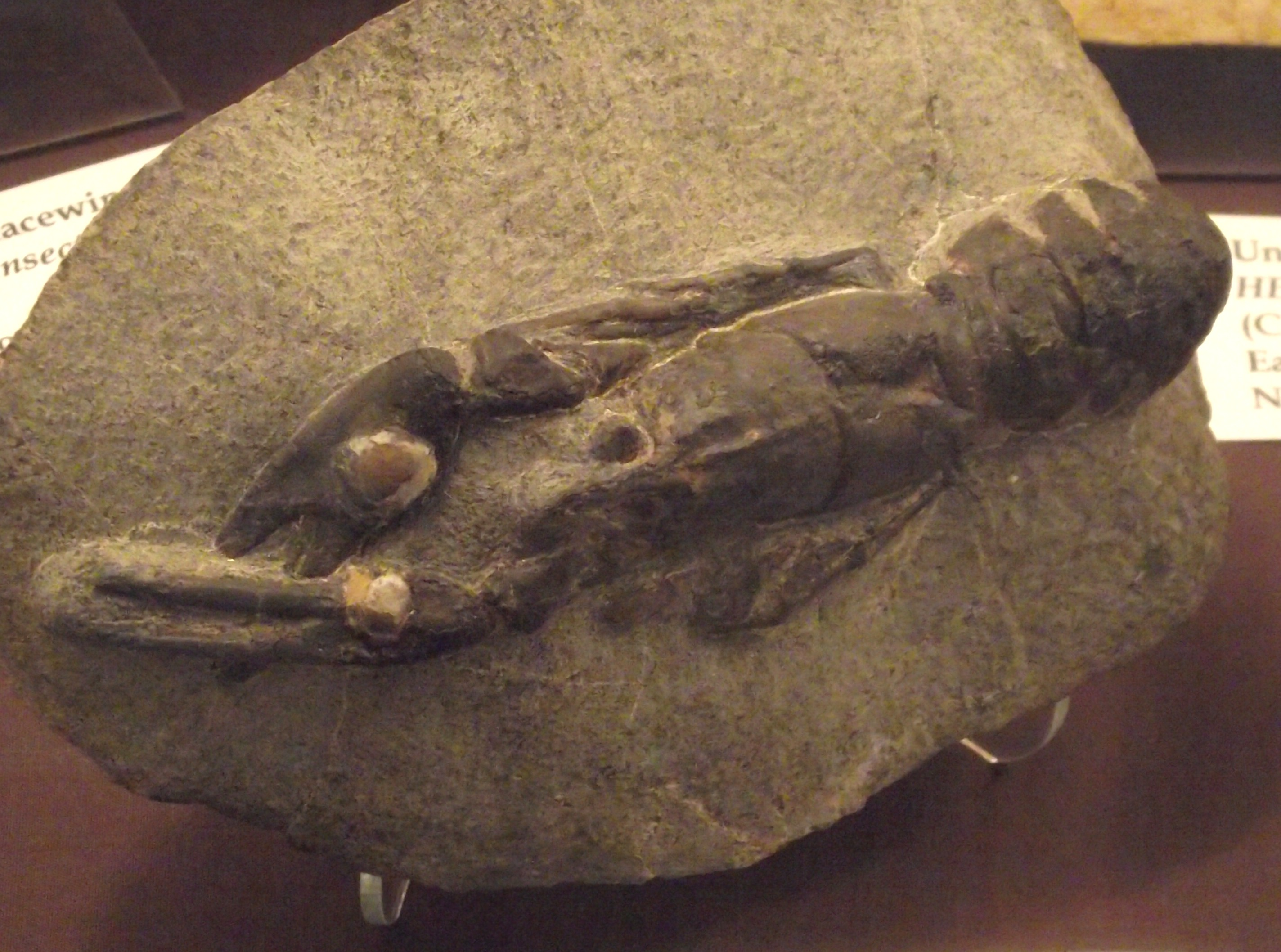
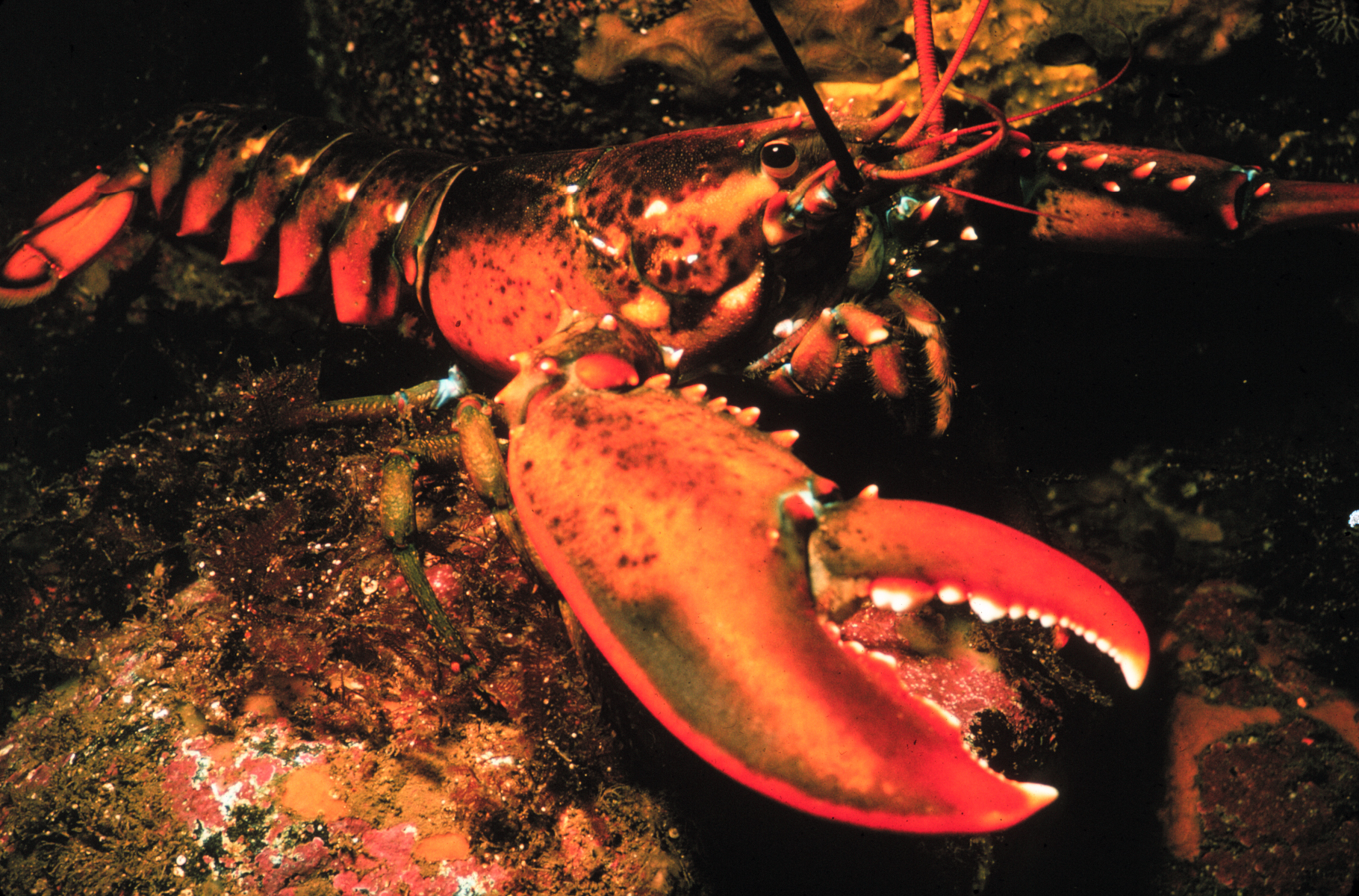